# Concile in Trullo
Le concile in Trullo, appelé parfois concile quinisexte (« cinquième-sixième ») ou sixième concile œcuménique pour ceux qui considèrent les deux conciles (Constantinople III et le concile in Trullo) comme un ensemble,, est un concile réuni de 691 à 692 à l'initiative de l'empereur Justinien II.
Le concile in Trullo s'ouvre à l'automne 691 dans une pièce du palais impérial de Constantinople nommée αίθουσα Τρούλου / aíthousa Troúlou (« salle de Troullos », ou salle de la Coupole).
Les premiers canons du concile de Nicée II, en 787, approuvent les décisions du concile in Trullo.

## Canons
Le concile édicte 102 canons (en). Les premiers proclament la fidélité aux six premiers conciles œcuméniques et aux canons transmis par la Tradition. Parmi ces derniers, les Pères effectuent un tri : les Constitutions apostoliques (à ne pas confondre avec les canons dits « des apôtres ») sont rejetées ; sont acceptés les canons « des saints hiérarques » (Grégoire de Nazianze, Grégoire de Nysse, Cyrille d'Alexandrie, etc.).
Ils abordent ensuite la discipline des clercs, la vie monastique et les laïcs. S'agissant des clercs, ils ordonnent le retour dans leur province de ceux qui en avaient été chassés par les Slaves, les Avars, les Perses ou les Arabes (canon 18). Lorsque c'est physiquement impossible, ils accordent aux évêques dans ce cas de conserver leur rang et leurs prérogatives, ébauchant ainsi ce qui deviendra le titre in partibus infidelium (canon 37). Ils réaffirment Constantinople comme le second patriarcat, derrière Rome mais devant les autres, jouissant des mêmes honneurs que Rome (canon 36).
Le concile s'efforce de bien séparer les clercs du reste des fidèles, avec lesquels ils tendaient à se confondre. Les Pères rappellent l'interdiction de pratiquer le prêt à intérêt (canon 10) et de la simonie, et en particulier interdisent de faire payer les fidèles pour l'administration de l'Eucharistie (canons 22 et 23). Pour combattre vices et perversions, le concile in Trullo interdit aux clercs de tenir des popines (tavernes et/ou lupanars : canon 9 et 86), de répudier leur épouse au nom de leur sacerdoce, et stigmatise le célibat des prêtres (pratiqué à Rome depuis longtemps) et interdit à ces derniers de renvoyer leur femme au nom de leur sacerdoce ; pour qu'on les reconnaisse, il exige qu'ils portent une soutane, ne rasent ni coupent barbe et chevelure mais les tressent ou nouent (voir Pope : canons 21 et 27). Comme les conciles antérieurs, ce concile réaffirme la nécessité de l'incardination (rattachement d'un clerc à une église particulière) et défend aux clercs de changer d'église sans autorisation de l'évêque (canon 17). De même, il récuse la « coutume arménienne », c'est-à-dire l'hérédité de la prêtrise, et fixe de nouveau l'âge minimal de l'ordination : 30 ans pour le presbytérat, 25 ans pour le diaconat et 20 ans pour le sous-diaconat (canons 14 et 15).
Le concile In Trullo prend des décisions à l'encontre de certaines pratiques considérées comme « déviantes » dans l'Église arménienne et l'Église romaine, sans pourtant les considérer comme étant en schisme,,,.

Avec le canon 82, le concile prend une décision au sujet des images saintes : éviter les images animales du Christ (par exemple celle de l'Agneau pascal) au bénéfice de son image humaine : 
C'était là l'ébauche d'une théologie de l'icône, avant les développements qui auront lieu, en 787, lors du deuxième concile œcuménique de Nicée. Ce canon aura cependant moins d'effet dans l'Église romaine, en raison des réticences du pape Serge.

## Réception
Les patriarches Paul de Constantinople, Pierre d'Alexandrie, Georges d'Antioche et Anastase de Jérusalem signent les documents du concile ; quant au pape romain, une place fut laissée vacante pour sa signature, qui fut ensuite remplie par le pape Adrien Ier,. Les papes Jean VIII et Innocent III acceptent aussi ce concile.
Yves de Chartres, intègre les canons d'in Trullo à sa Collection Tripartite, et Gratien le reconnaît comme un « saint et grand synode » et accepte en totalité ses canons.